# Mayra Céspedes
Mayra Isabel Céspedes Vaca (Cuernavaca, Morelos, 17 de noviembre de 1981) es una fotógrafa y artista visual mexicana. 

## Biografía
Nació en Cuernavaca, Morelos el 17 de noviembre de 1981. Estudió Artes Plásticas con la especialidad en Gráfica en la Universidad Autónoma del Estado de Morelos y la Maestría en Artes Visuales con especialidad en Fotografía en la Academia de San Carlos de la Universidad Nacional Autónoma de México (UNAM).

### Trayectoria
Ha tomado diversos cursos y talleres de fotografía estenopeica, técnicas de impresión antiguas, cine “hecho a mano”, calcografía, fotografía contemporánea, fotoperiodismo digital e historia de la fotografía.
Su trabajo fue seleccionado en 2006 en la Tercera Bienal Nacional de Yucatán y en la Primera Bienal Nacional Monterrey ARTEMERGENTE y en 2007, en la VIII Bienal Monterrey FEMSA.
En 2004-2005 fue beneficiada por el Programa Jóvenes Creadores del Fondo Nacional para la Cultura y las Artes (FONCA) y más tarde, en 2008 del Programa de Estímulos a la Creación y al Desarrollo Artístico del Estado de Morelos (PECDA) y del Programa de Alto Rendimiento Académico de la Academia de San Carlos, UNAM, en 2009. 
Colaboró con la fotógrafa y artista visual Ruth Rodríguez en la Muestra Internacional de Fotografía Lomográfíca y Estenopeica e impartió talleres de fotografía estenopeica en 2001. Su más reciente trabajo The Kids were here, es una exploración, experimentación y producción sobre la vida doméstica y la cotidianeidad.

## Exposiciones individuales
- The Kids were here. Mayra Céspedes y Maiko Muro. Libesten Gallery Sou, Tokio, Japón, 2014.
- Acapulco en la azotea. Kaboyagui Café. Kamisato, Saitama. Japón, 2009.[3]
- Acapulco en Veracruz. Fototeca de Veracruz "Juan Malpica Mimendi". Quinto Encuentro de Fotografía Estenopeica. Veracruz, Veracruz, 2009.
- Simulaciones de un sueño. Galería de la Escuela Activa de fotografía. FOTOGRAFEST 2008. Cuernavaca, Morelos 2008.
- Acapulco en la azotea. Galería Germán Cueto del Instituto de Cultura del Estado de Morelos. Cuernavaca, Morelos, 2007.
- Álbum. Fototeca de Veracruz "Juan Malpica Mimendi". Tercer Encuentro de Fotografía Estenopeica. Veracruz, Veracruz, 2005.

Sobre su serie Simulaciones de un sueño, expuesta en el Museo de Mujeres Artistas Mexicanas, la historiadora de arte y curadora Sylvia Navarrete escribió: “La rudimentaria técnica estenopeica, el glamour retro y ramplón de ese pastiche publicitario, eran indicios de una convincente capacidad de crear imágenes. Esa aptitud se mantiene intacta en 'Simulaciones de un sueño'. Pero lo que era antes pura seducción ahora se pone a conmovernos: el clima de fábula existencial de este nuevo proyecto, además de su tono que combina desasosiego y farsa, le confieren la vibración emocional de un autorretrato explícito, y que sin embargo nunca renuncia a la gracia ni al candor”.

## Exposiciones colectivas
- Muestra Internacional de fotografía Lomográfica y estenopeica. Café Agoras, Saltillo, Coahuila, México, 2011.
- Muestra Internacional de fotografía Lomográfica y estenopeica. UP Gallery Starving Art Studios.  Austin, Texas, Estados Unidos, 2011.
- Muestra Internacional de fotografía Lomográfica y estenopeica. Galería No-automático. Monterrey, Nuevo León, México, 2011.
- Hablamos de nosotras. Museo Universitario “Leopoldo Flores”. Toluca, Estado de México, 2011.
- If Festival 23. Ary moving image culture. Toronto, Canadá, 2010.
- (Ready) Media: Hacia una arqueología de los medios y la invención en México. Laboratorio Arte Alameda. Ciudad de México, 2010.
- Fragmentos de una ciudad. Secretaría de Economía, Torre Ejecutiva. Ciudad de México, 2009.
- Muestra de cortometrajes Hechos a mano. Centro de la Imagen. Ciudad de México, 2009.
- S.O.S. Tierra México 2008. Proyecto artístico internacional. Lago de Chapultepec, Ciudad de México, 2008.
- VIII Bienal Nacional Monterrey FEMSA. Antiguo Colegio de San Ildefonso. Ciudad de México, 2007.
- Homenaje a Adhojur, Fotoseptiembre. Fábrica de Imágenes. Morelia, Michoacán, 2007.
- VIII Bienal Nacional Monterrey FEMSA. Centro de las Artes del Parque Fundidora, Monterrey, Nuevo León, México, 2007.
- 31 Gráfica Recicla. Galería Medellín 174. Ciudad de México, 2007.
- Creación en movimiento, Jóvenes Creadores Generación 2004-2005. Galería Central, Centro Nacional de las Artes. Ciudad de México, 2006.[5]
- Creación en movimiento, Jóvenes Creadores Generación 2004-2005. Casa de Cultura de Morelia, Michoacán, México, 2005.